# Galeria Borghese
Galeria Borghese (în italiană: Galleria Borghese) este o galerie de artă în Roma, Italia. La început , galeria a fost integrată cu gradinile sale , dar în zilele noastre gradinile Galeriei Borghese sunt considerate o atracție turistică separată .
1. ↑  ISTAT 2018 survey on museums and similar institutions, 2020
2. ↑   https://galleriaborghese.beniculturali.it/en/il-museo/la-villa/ Lipsește sau este vid: |title= (ajutor)